# Yabucoa
Yabucoa é um município de Porto Rico, situado na região leste da ilha. Tem 142 km² de área e sua população em 2010 foi estimada em 37.941 habitantes. Limita com os municípios de San Lorenzo, Las Piedras, Humacao, Patillas, e com o Mar do Caribe.